# Вольпи, Аличе
Аличе Вольпи (итал. Alice Volpi , род. 15 апреля 1992 года, Сиена, Италия) — итальянская фехтовальщица на рапирах. Чемпионка мира, пятикратная чемпионка Европы, призёр мировых и европейских чемпионатов, чемпионка и бронзовый призёр Европейских игр. Бронзовый призёр Олимпийских игр 2020 в Токио.

## Биография
Аличе Вольпи родилась в 1992 году в итальянской Сиене. В восемь лет по совету отца Аличе начала заниматься фехтованием.
Первых значимых успехов на взрослом уровне итальянка добилась в 2015 году на Европейских играх, на которых она выиграла личный турнир, а в составе сборной Италии заняла третье место в командных соревнованиях. В следующем году на чемпионате Европы Вольпи стала серебряным призёром в командной рапире.
2017 год стал для Аличе триумфальным: она стала бронзовым призёром чемпионата Европы в личной рапире, затем в той же дисциплине — вице-чемпионкой мира, проиграв в финале один укол Инне Дериглазовой. А в командном первенстве Вольпи стала победительницей как европейского, так и мирового чемпионата. В 2018 году Аличе впервые стала чемпионкой мира в личной рапире, выиграв у француженки Изаоры Тибюс. Через три дня итальянка в составе своей сборной выиграла серебряную медаль в командной рапире, уступив «золото» американкам.
На чемпионате Европы 2019 года, который проходил в Германии, Аличе уступила в полуфинале россиянке Инне Дериглазовой и завоевала бронзовую медаль турнира, а через три дня итальянка заняла третье место в командной рапире. На чемпионате мира итальянская рапиристка не смогла защитить свой титул в личном первенстве, а в командных соревнованиях она стала серебряным призёром.
На Олимпиаде 2020 в Токио уступила в матче за третье место россиянке Ларисе Коробейниковой и осталась на 4 месте. Поединок шёл до последнего укола и завершился со счетом 14-15 в пользу россиянки. 

## Лучшие результаты

### Чемпионаты мира
- Золото — чемпионат мира 2017 года (Лейпциг, Германия) (команды)
- Золото — чемпионат мира 2018 года (Уси, Китай)
- Серебро — чемпионат мира 2017 года (Лейпциг, Германия)
- Серебро — чемпионат мира 2018 года (Уси, Китай) (команды)
- Серебро — чемпионат мира 2019 года (Будапешт, Венгрия) (команды)

### Чемпионаты Европы
- Золото — чемпионат Европы 2017 года (Тбилиси, Грузия) (команды)
- Золото — чемпионат Европы 2018 года (Нови-Сад, Сербия) (команды)
- Серебро — чемпионат Европы 2016 года (Торунь, Польша) (команды)
- Бронза — чемпионат Европы 2017 года (Тбилиси, Грузия)
- Бронза — чемпионат Европы 2018 года (Нови-Сад, Сербия)
- Бронза — чемпионат Европы 2019 года (Дюссельдорф, Германия)
- Бронза — чемпионат Европы 2019 года (Дюссельдорф, Германия) (команды)